# Calvin Bassey
Calvin Bassey (Aosta, 31 december 1999) is een Nigeriaans-Engels voetballer die doorgaans speelt als centrale verdediger. In juli 2023 verruilde hij Ajax voor Fulham. Bassey maakte in 2022 zijn debuut in het Nigeriaans voetbalelftal.

## Clubcarrière
Bassey speelde in de CrownPro Elite Academy en werd in 2015 opgenomen in de jeugdopleiding van Leicester City. In de zomer van 2020 verliep zijn verbintenis bij die club en voor die tijd tekende hij een voorcontract bij Rangers, per juli van dat jaar. Hij tekende voor vier jaar in Glasgow. Zijn professionele debuut maakte de verdediger op 9 augustus van dat jaar, in het eigen Ibrox Stadium tegen St. Mirren in het Premiership. Door een eigen doelpunt van Conor McCarthy en twee treffers van Alfredo Morelos werd met 3–0 gewonnen. Bassey moest van coach Steven Gerrard op de bank beginnen en hij mocht elf minuten voor het einde van het duel invallen voor Borna Barišić. Zijn eerste doelpunt volgde op 29 november 2020, op bezoek bij Falkirk in de League Cup. Na een doelpunt van Jermain Defoe verdubbelde Bassey de voorsprong, waarna ook Barišić en James Tavernier nog tot scoren kwamen: 0–4. Aan het einde van het seizoen 2020/21 kroonde Bassey zich met Rangers tot Schots landskampioen. De jaargang erop bereikte de club de finale van de UEFA Europa League, waarin Eintracht Frankfurt na het nemen van strafschoppen te sterk was.
In de zomer van 2022 verkaste Bassey naar Ajax, dat op zoek was naar een nieuwe centrumverdediger na de verkoop van Lisandro Martínez. Met de overgang was een bedrag van circa drieëntwintig miljoen euro gemoeid, wat door bonussen nog kon oplopen. In Amsterdam zette de Nigeriaan zijn handtekening onder een verbintenis voor de duur van vijf seizoenen. Hij debuteerde in de met 3–5 verloren wedstrijd om de Johan Cruijff Schaal tegen PSV. Hier viel hij zeventien minuten na rust in voor Owen Wijndal. Zestien minuten na zijn entree kreeg hij voor een overtreding op Ismael Saibari een directe rode kaart van scheidsrechter Dennis Higler, na tussenkomst van de videoscheidsrechter.. Hierop werd hij voor de eerste twee competitiewedstrijden geschorst. Zijn debuut in de Eredivisie volgde daardoor in de derde speelronde, op 21 augustus. Hier mocht hij als basisspeler beginnen tijdens de uitwedstrijd tegen Sparta Rotterdam (0–1 winst).  Op 7 september debuteerde hij in de UEFA Champions League, als basisspeler in de met 4–0 gewonnen thuiswedstrijd tegen zijn oude club Rangers. Bij Ajax vormde hij in eerste instantie het centrale verdedigingsduo samen met Jurriën Timber. Daarna speelde hij ook wedstrijden als linksback.
In de maanden april en mei speelde hij in totaal vier van de mogelijke tien wedstrijden. In de zomer van 2023 vertelde de nieuwe trainer Maurice Steijn hem dat hij beter kon vertrekken aangezien de kans op speeltijd klein zou zijn. Vervolgens verkocht Ajax hem voor circa tweeëntwintigenhalf miljoen euro aan Fulham.

## Clubstatistieken
| Seizoen | Club    | Competitie     | Competitie | Competitie | Beker | Beker | Internationaal | Internationaal | Overige | Overige | Totaal | Totaal |
| Seizoen | Club    | Competitie     | Wed.       | Dlp.       | Wed.  | Dlp.  | Wed.           | Dlp.           | Wed.    | Dlp.    | Wed.   | Dlp.   |
| ------- | ------- | -------------- | ---------- | ---------- | ----- | ----- | -------------- | -------------- | ------- | ------- | ------ | ------ |
| 2020/21 | Rangers | Premiership    | 8          | 0          | 3     | 1     | 4              | 0              | —       | —       | 15     | 1      |
| 2021/22 | Rangers | Premiership    | 29         | 0          | 6     | 0     | 15             | 0              | —       | —       | 50     | 0      |
| 2022/23 | Ajax    | Eredivisie     | 25         | 1          | 5     | 0     | 8              | 0              | 1       | 0       | 39     | 1      |
| 2023/24 | Fulham  | Premier League | 29         | 1          | 3     | 0     | —              | —              | —       | —       | 32     | 1      |
| 2024/25 | Fulham  | Premier League | 32         | 1          | 2     | 1     | —              | —              | —       | —       | 34     | 2      |
| Totaal  | Totaal  | Totaal         | 123        | 3          | 19    | 2     | 27             | 0              | 1       | 0       | 170    | 5      |

Bijgewerkt op 29 april 2025.

## Interlandcarrière
Bassey maakte zijn debuut in het Nigeriaans voetbalelftal op 25 maart 2022, toen een kwalificatiewedstrijd voor het WK 2022 tegen Ghana met 0–0 gelijkgespeeld werd. Bassey moest van bondscoach Augustine Eguavoen op de reservebank beginnen en mocht zestien minuten voor tijd invallen voor Zaidu Sanusi. De andere debutant dit duel was Ademola Lookman (Leicester City).
In december 2023 werd Bassey door bondscoach José Peseiro opgenomen in de Nigeriaanse selectie voor het uitgestelde Afrikaans kampioenschap 2023. Tijdens het toernooi haalde de nationale ploeg de finale, waarin van thuisland Ivoorkust verloren werd. Bassey kwam tijdens alle zeven wedstrijden in actie. Zijn toenmalige clubgenoten Alex Iwobi (eveneens Nigeria) en Fodé Ballo-Touré (Senegal) waren ook actief op het Afrikaans kampioenschap.
| Interlands van Calvin Bassey voor Nigeria | Interlands van Calvin Bassey voor Nigeria | Interlands van Calvin Bassey voor Nigeria | Interlands van Calvin Bassey voor Nigeria | Interlands van Calvin Bassey voor Nigeria | Interlands van Calvin Bassey voor Nigeria |
| №                                         | Datum                                     | Wedstrijd                                 | Uitslag                                   | Competitie                                | Goals                                     |
| Als speler bij Rangers                    | Als speler bij Rangers                    | Als speler bij Rangers                    | Als speler bij Rangers                    | Als speler bij Rangers                    | Als speler bij Rangers                    |
| ----------------------------------------- | ----------------------------------------- | ----------------------------------------- | ----------------------------------------- | ----------------------------------------- | ----------------------------------------- |
| 1                                         | 25 maart 2022                             | Ghana – Nigeria                           | 0 – 0                                     | WK 2022 kwalificatie                      |                                           |
| 2                                         | 29 maart 2022                             | Nigeria – Ghana                           | 1 – 1                                     | WK 2022 kwalificatie                      |                                           |
| 3                                         | 28 mei 2022                               | Mexico – Nigeria                          | 2 – 1                                     | Vriendschappelijk                         |                                           |
| 4                                         | 2 juni 2022                               | Ecuador – Nigeria                         | 1 – 0                                     | Vriendschappelijk                         |                                           |
| 5                                         | 9 juni 2022                               | Nigeria – Sierra Leone                    | 2 – 1                                     | AK 2023 kwalificatie                      |                                           |
| 6                                         | 13 juni 2022                              | Sao Tomé en Principe – Nigeria            | 0 – 10                                    | AK 2023 kwalificatie                      |                                           |
| Als speler bij Ajax                       |                                           |                                           |                                           |                                           |                                           |
| 7                                         | 27 september 2022                         | Algerije – Nigeria                        | 2 – 1                                     | Vriendschappelijk                         |                                           |
| 8                                         | 17 november 2022                          | Portugal – Nigeria                        | 4 – 0                                     | Vriendschappelijk                         |                                           |
| 9                                         | 24 maart 2023                             | Nigeria – Guinee-Bissau                   | 0 – 1                                     | AK 2023 kwalificatie                      |                                           |
| 10                                        | 18 juni 2023                              | Sierra Leone – Nigeria                    | 2 – 3                                     | AK 2023 kwalificatie                      |                                           |
| Als speler bij Fulham                     |                                           |                                           |                                           |                                           |                                           |
| 11                                        | 10 september 2023                         | Nigeria – Sao Tomé en Principe            | 6 – 0                                     | AK 2023 kwalificatie                      |                                           |
| 12                                        | 13 oktober 2023                           | Saoedi-Arabië – Nigeria                   | 2 – 2                                     | Vriendschappelijk                         |                                           |
| 13                                        | 16 oktober 2023                           | Mozambique – Nigeria                      | 2 – 3                                     | Vriendschappelijk                         |                                           |
| 14                                        | 16 november 2023                          | Nigeria – Lesotho                         | 1 – 1                                     | WK 2026 kwalificatie                      |                                           |
| 15                                        | 19 november 2023                          | Zimbabwe – Nigeria                        | 1 – 1                                     | WK 2026 kwalificatie                      |                                           |
| 16                                        | 8 januari 2024                            | Guinee – Nigeria                          | 2 – 0                                     | Vriendschappelijk                         |                                           |
| 17                                        | 14 januari 2024                           | Nigeria – Equatoriaal-Guinea              | 1 – 1                                     | AK 2023                                   |                                           |
| 18                                        | 18 januari 2024                           | Ivoorkust – Nigeria                       | 0 – 1                                     | AK 2023                                   |                                           |
| 19                                        | 22 januari 2024                           | Guinee-Bissau – Nigeria                   | 0 – 1                                     | AK 2023                                   |                                           |
| 20                                        | 27 januari 2024                           | Nigeria – Kameroen                        | 2 – 0                                     | AK 2023                                   |                                           |
| 21                                        | 2 februari 2024                           | Nigeria – Angola                          | 1 – 0                                     | AK 2023                                   |                                           |
| 22                                        | 7 februari 2024                           | Nigeria – Zuid-Afrika                     | 1 – 1 (4 – 2 n.s.)                        | AK 2023                                   |                                           |
| 23                                        | 11 februari 2024                          | Ivoorkust – Nigeria                       | 2 – 1                                     | AK 2023                                   |                                           |
| 24                                        | 7 juni 2024                               | Nigeria – Zuid-Afrika                     | 1 – 1                                     | WK 2026 kwalificatie                      |                                           |
| 25                                        | 10 juni 2024                              | Benin – Nigeria                           | 2 – 1                                     | WK 2026 kwalificatie                      |                                           |
| 26                                        | 7 september 2024                          | Nigeria – Benin                           | 3 – 0                                     | AK 2025 kwalificatie                      |                                           |
| 27                                        | 10 september 2024                         | Rwanda – Nigeria                          | 0 – 0                                     | AK 2025 kwalificatie                      |                                           |
| 28                                        | 11 oktober 2024                           | Nigeria – Libië                           | 1 – 0                                     | AK 2025 kwalificatie                      |                                           |
| 29                                        | 14 november 2024                          | Benin – Nigeria                           | 1 – 1                                     | AK 2025 kwalificatie                      |                                           |
| 30                                        | 21 maart 2025                             | Rwanda – Nigeria                          | 0 – 2                                     | WK 2026 kwalificatie                      |                                           |
| 31                                        | 25 maart 2025                             | Nigeria – Zimbabwe                        | 1 – 1                                     | WK 2026 kwalificatie                      |                                           |

Bijgewerkt op 29 april 2025.

## Erelijst
| Premiership  | 1 | 2020/21 |
| Scottish Cup | 1 | 2021/22 |